# اچ‌ام‌اس آدشس (۱۸۶۹)
اچ‌ام‌اس آدشس (۱۸۶۹) (به انگلیسی: HMS Audacious (1869)) یک کشتی بود که طول آن ۲۸۰ فوت (۸۵٫۳ متر) بود. این کشتی در سال ۱۸۶۹ ساخته شد.